# Comenda Mario Quintana
A Comenda Mario Quintana é uma honraria literária oferecida pela Associação dos Amigos da Biblioteca Pública do Estado (AABPE) a pessoas cuja obra é considerada de grande relevância para a cultura do Rio Grande do Sul.

## Premiados
Em 2025, o prêmio foi entregue em 19 de março para Carlos Nejar, Jeferson Tenório, Luis Fernando Verissimo e Sergio Faraco, em uma sessão na Biblioteca Pública do Estado, junto com a entrega do prêmio literário Mozart Pereira Soares.